# Sent Andriu e Apèla
Sent Andriu e Apela (en francès Saint-André-et-Appelles) és un municipi francès situat al departament de la Gironda i a la regió de la Nova Aquitània.

## Demografia
| 1962                                       | 1968 | 1975 | 1982 | 1990 | 1999 | 2007 |
| ------------------------------------------ | ---- | ---- | ---- | ---- | ---- | ---- |
| 527                                        | 532  | 583  | 607  | 667  | 686  | 675  |
| Des de 1962: població sense dobles comptes |      |      |      |      |      |      |

## Administració
| Període   | Identitat       | Partit |
| --------- | --------------- | ------ |
| 2001-2008 | Aurélien Rosin  |        |
| 2008-     | René Gourgousse |        |